# Tereska Torrès
Tereska Torrès (leánykori nevén Tereska Szwarc; Párizs, 1920. szeptember 3. – Párizs, 2012. szeptember 20.) francia írónő, az első Amerikában megjelent leszbikus témájú ponyvaregény szerzője.

## Élete
Szülei lengyel származású zsidók voltak, akik még az írónő születése előtt letelepedtek Franciaországban, és katolikus hitre tértek. Apja, Marek Szwarc elismert festő és szobrász volt. Anyja, Guina Pinkus, maga is írónő volt. Tereska katolikus iskolába járt.
1940-ben, amikor Franciaország náci uralom alá került, a család Portugália érintésével Londonba menekült, ahol Tereska Szwarc beállt a Charles de Gaulle vezette Szabad Francia Erőkbe. Irodai feladatokat látott el, és idővel hadnagyi rangot ért el.
Itt ismerkedett meg férjével, a szintén a Szabad Francia Erőknél szolgáló Georges Torrèssel, aki Léon Blum volt francia miniszterelnök mostohafia volt. 1944-ben összeházasodtak, és Tereska Torrès már terhes volt, amikor a férje elesett a franciaországi harcokban. A háború végeztével Torrès visszatért Franciaországba lányával, Dominique-kal. 1946-ban jelent meg első regénye Le sable et l'écume (Homok és habok) címmel.
1947-ben Meyer Levinnel, a család régi ismerősével tartott, amikor Levin dokumentumfilmet készített a  Palesztinába igyekvő lengyelországi zsidókról. Torrès útinaplója – amelyből kiderül, hogy egy ponton a britek őrizetbe vették – később Unerschrocken (Elriaszthatatlanok) címmel megjelent német nyelven. Levin és Torrès 1948-ban összeházasodtak. Levin rábeszélte Torrèst, hogy a háborús években készült naplóját írja át regénnyé, amit aztán a férfi lefordított angolra és segített megjelentetni Amerikában Women's Barracks (Női körlet) címmel.
A házasságból két fiú – Gabriel és Mikael Levin – született. Meyer Levin 1981-ben halt meg.
Még Levin életében kezdődött, de a halála után is folytatódott az a munka, amit a házaspár az etiópiai „fekete zsidók” Izraelbe menekítéséért folytatott. Erről szól Torrès Mission Secrète (Titkos küldetés) című, 2012-ben francia nyelven megjelent könyve.

## Women's Barracks
Torrès számos regénye és visszaemlékezése közül az 1950-ben az USA-ban megjelent Women's Barracks (Női körlet) hozta a legnagyobb sikert az írónőnek. A könyv Torrès londoni élményein alapszik, és nyíltan ábrázolja a Szabad Francia Erők női katonáinak a férfiakkal és egymással folytatott szexuális kapcsolatait. A regényt kis híján betiltották az Egyesült Államokban (helyet kapott a pornográfiát vizsgáló kongresszusi albizottság jelentésében is), de végül arra hivatkozva, hogy a történet narrátora helytelenítőleg szól a kicsapongásokról, nem tiltották meg a Gold Medal Books könyvkiadó által kinyomtatott négymillió példány terjesztését. A művet 2005-ben változatlan utánnyomásban újra kiadta a Feminist Press nevű kiadó. Ezen kívül a regény még 13 nyelven, több millió példányban jelent meg.
Tereska Torrèst meglepte a könyv sikere, különösen az, hogy a leszbikus irodalom úttörőjének tartották. 2007-ben így nyilatkozott az Independent című brit lapnak: „A történetben öt főszereplő van, ezek közül talán másfelet lehet leszbikusnak tekinteni. Nem értem mitől lett ez a könyv leszbikus alapmű.”
Torrès hosszú ideig nem járult hozzá, hogy a könyv franciául is megjelenjen. Ehelyett 2000-ben Une Française libre (Egy szabad francia nő) címmel kiadta az eredeti naplóját. Végül 2011-ben mégis megjelent a könyv Jeunes femmes en uniforme címmel franciául is.

## Egyéb művei
Tereska Torrès műveinek egy része önéletrajzi visszaemlékezés, a többi pedig regény.
- Le sable et l'écume, Paris, Gallimard, 1946, Georges Achard álnéven
- Women's Barracks, Fawcett Publications, 1950, Feminist Press, 2005. Regény
- Le Labyrinthe, Paris, Del Duca, 1958, 208 Seiten. Regény
- Pas encore, Paris, Del Duca, 1958, 239 Seiten. Regény
- The Converts, New York, Knopf, 1970. Visszaemlékezés a gyerek- és ifjúkorról
- Les Poupées de cendre, Paris, Le Seuil, 1979., Phébus, 2003. Regény
- Les maisons hantées de Meyer Levin, Paris, Phébus, 1974., Denoël, 1991, Phébus, 2005. Visszaemlékezés Meyer Levinről
- Les Années anglaises : journal intime de guerre, 1939–1945, Paris, Le Seuil, 1981. Visszaemlékezés a háborús évekről
- Le Pays des chuchotements, Paris, Séguier, 1987. Regény
- Une Française libre. Journal 1939–1945, Paris, Phébus, 2000. Neuauflage Collection Libretto, 2007. Napló a háborús évekről
- Le Choix: mémoires à trois voix, Paris, Desclée de Brouwer, 2002. Visszaemlékezés a szülők kikeresztelkedéséről
- Jeunes femmes en uniforme, Paris, Phébus, 2011. A Women's Barracks francia változata